# Casa Etheredge
La Casa Etheredge (en inglés: Etheredge House) es una casa histórica ubicada en Opa-locka, Florida. La Casa Etheredge se encuentra inscrito  en el Registro Nacional de Lugares Históricos desde el 17 de agosto de 1987.  

## Ubicación
La Casa Etheredge se encuentra dentro del condado de Miami-Dade en las coordenadas 25°54′27″N 80°15′09″O / 25.9075, -80.2525.